# Milton Tróccoli
Milton Luis Tróccoli Cebedio (ur. 3 marca 1964 w Montevideo) – urugwajski duchowny rzymskokatolicki, od 2018 biskup Maldonado-Punta del Este.

## Życiorys
Święcenia prezbiteratu przyjął 8 maja 1988 i został inkardynowany do archidiecezji Montevideo. Pracował głównie jako duszpasterz parafialny, był także m.in. rektorem seminarium w Montevideo oraz wikariuszem biskupim ds. duszpasterstwa powołań i do spraw duszpasterskich.
27 listopada 2009 został prekonizowany biskupem pomocniczym Montevideo ze stolicą tytularną Munatiana. Sakry biskupiej udzielił mu 20 grudnia 2009 abp Nicolás Cotugno.
W 2016 został wybrany sekretarzem generalnym urugwajskiej Konferencji Episkopatu.
15 czerwca 2018 został mianowany biskupem Maldonado-Punta del Este (od 2 marca 2020 Maldonado-Punta del Este-Minas).